# Andrena dapsilis
Andrena dapsilis är en biart som beskrevs av Laberge 1971. Andrena dapsilis ingår i släktet sandbin, och familjen grävbin. Inga underarter finns listade i Catalogue of Life.